# MCF-7-Zellen
MCF-7 (Abkürzung für: Michigan Cancer Foundation - 7) ist eine Brustkrebs-Zelllinie von einer weißen (kaukasischen) 69-jährigen Frau. Angelegt wurde die Kultur 1970 aus amputiertem Brustgewebe. Vor MCF-7 misslangen alle bisherigen Versuche, Brustzelllinien zu kultivieren, bis 1973 Herbert Soule und sein Team diese Linie etablierten und vorstellten.
Die Zellkultur eignet sich sehr gut für Brustkrebsstudien und Analysen, da sich einige Eigenschaften des Brustepithel erhalten haben. So sind z. B. diese Zellen Estrogen-sensitiv. Sie besitzen Estrogenrezeptoren im Cytoplasma und reagieren auf eine Estrogen-Behandlung mit Zellproliferation.